# Andrea Parenti
Andrea Parenti (* 26. April 1965 in Casalecchio di Reno) ist ein italienischer Bogenschütze.
Der 1,78 Meter große Parenti belegte bei den Olympischen Spielen in Seoul den neunten Platz mit der Mannschaft und Platz 28 in der Einzelwertung. 1992 in Barcelona kam er in der Einzelwertung auf Rang 19, die Mannschaft belegte den 14. Platz. Bei den Mittelmeerspielen 1993 in Languedoc-Roussillon gewann er in der Einzelwertung und mit der Mannschaft jeweils eine Silbermedaille. Zwei Jahre später bei der Weltmeisterschaft 1995 in Jakarta erreichte die italienische Mannschaft mit Matteo Bisiani, Michele Frangilli und Parenti das Finale und unterlag dort dem südkoreanischen Team. Bei den Olympischen Spielen 1996 belegte die italienische Mannschaft in der gleichen Besetzung wie 1995 den dritten Platz. In der Einzelwertung erreichte Parenti wie 1988 und 1992 nicht die Runde der letzten 16.